# Leniwa rzeka

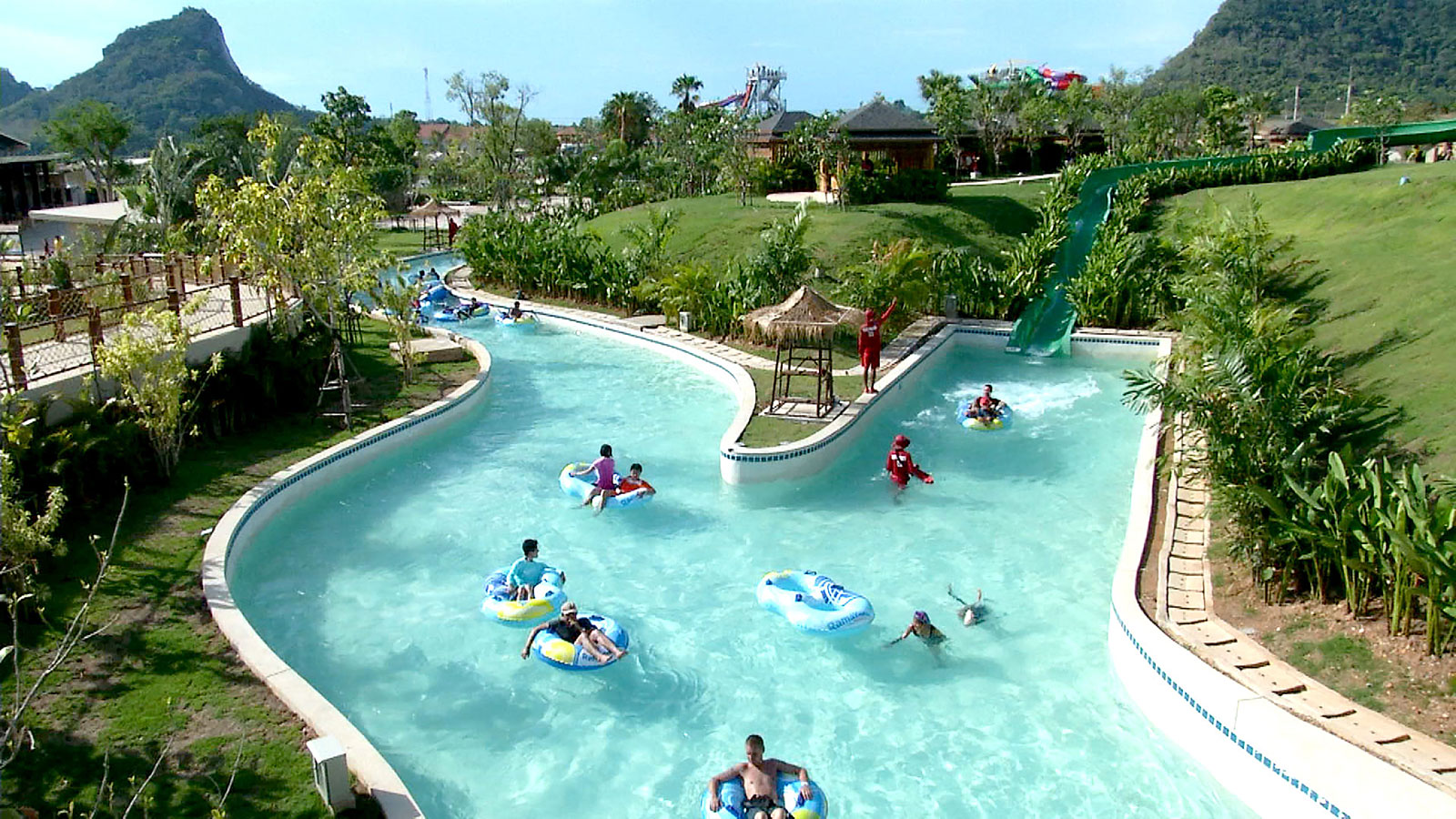
Atrakcja typu leniwa rzeka w aquaparku w Tajlandii

Leniwa rzeka (ang. lazy river) – wodna atrakcja rekreacyjna spotykana w aquaparkach oraz nowoczesnych kompleksach basenowych. Składa się z płytkiego, wąskiego kanału wodnego, po którym wolno przemieszcza się strumień wody, umożliwiający dryfowanie na pontonach lub innym sprzęcie pływającym.
Prędkość przepływu wody w leniwej rzece wynosi zwykle około 3 mil na godzinę (ok. 4,8 km/h), a szerokość kanału waha się między 1,8 a 2,4 metra (6–8 stóp).
Leniwe rzeki są zaprojektowane jako obiegi zamknięte z powolnym przepływem wody. Ruch wody jest najczęściej wymuszany przez systemy pomp, które zasysają wodę przez dolne kraty i wyrzucają ją z powrotem za pomocą dysz. System hydrauliczny uwzględnia straty wynikające z oporów tarcia, zakrętów oraz obecności osób stojących w wodzie, co może wymagać zwiększenia siły pomp.